# La Cumbre, Valle del Cauca
La Cumbre là một khu tự quản thuộc tỉnh Valle del Cauca, Colombia. Thủ phủ của khu tự quản La Cumbre đóng tại La Cumbre Khu tự quản La Cumbre có diện tích 235 ki lô mét vuông. Đến thời điểm ngày 28 tháng 5 năm 2005, khu tự quản La Cumbre có dân số 10091 người.